# Torredonjimeno Club de Fútbol
Il Torredonjimeno Club de Fútbol, meglio noto come Torredonjimeno, è stata una società calcistica spagnola con sede nella città di Torredonjimeno.

## Storia
Il Torredonjimeno è stato fondato nel 1940, ma ha giocato in una competizione nazionale (la Tercera División) solamente 58 anni dopo, militandovi per quattro stagioni di fila. Al termine della stagione 2001-2002 venne promosso per la prima volta nella sua storia in Segunda División B, dalla quale retrocesse immediatamente.
Alla termine della stagione 2007-2008 , dopo aver chiuso al 20º e ultimo posto nel proprio gruppo, il Torredonjimeno è retrocesso nella Primera Andaluza. Nel gennaio 2009, dopo non essersi presentata a due partite di fila, la squadra è stata esclusa dal campionato e dichiarata fallita. Nel frattempo, fu fondata una nuova squadra chiamata UD Ciudad de Torredonjimeno con l'intenzione di portare avanti la tradizione calcistica della città.